# 格兰大道

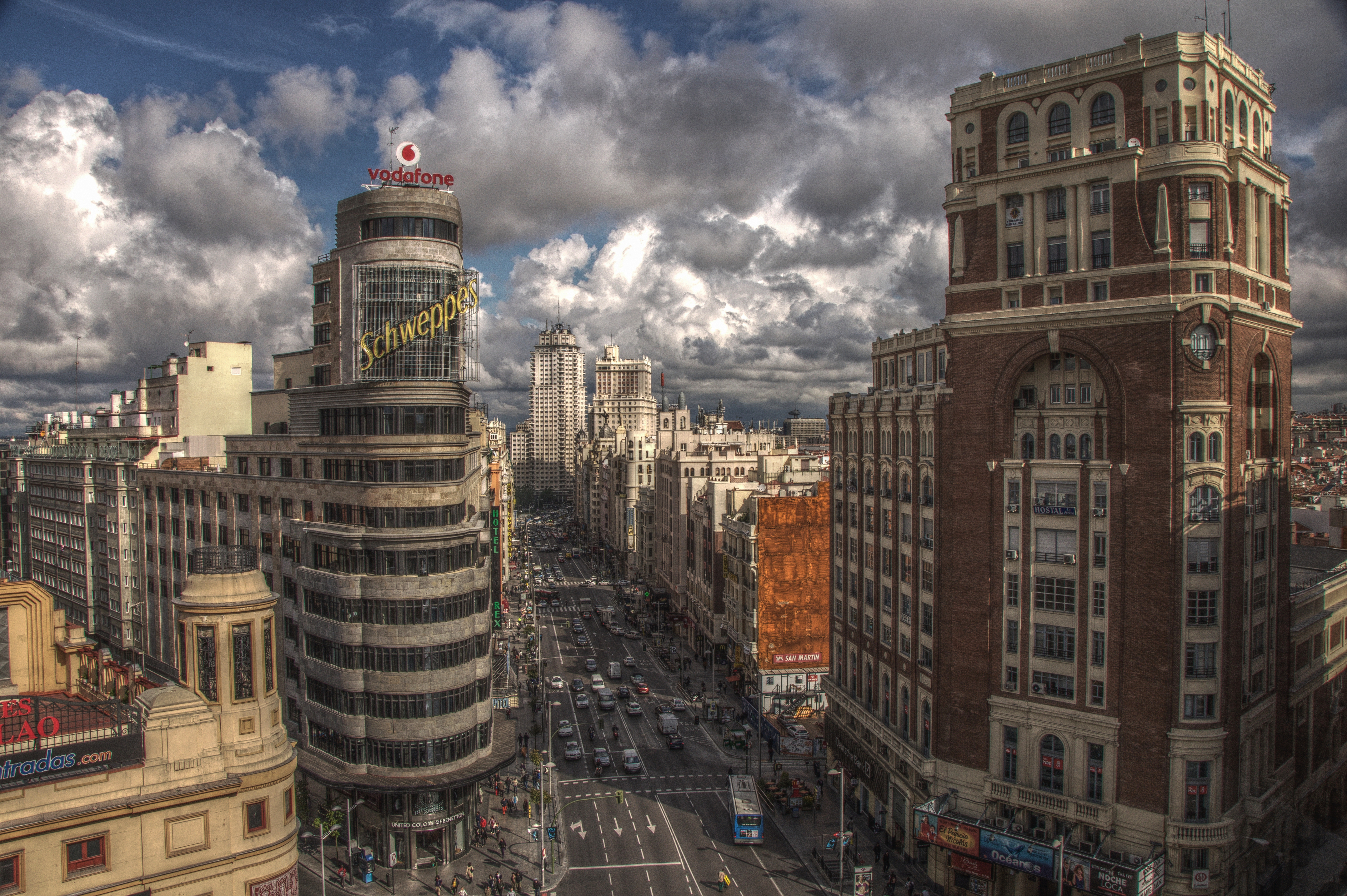
格兰大道

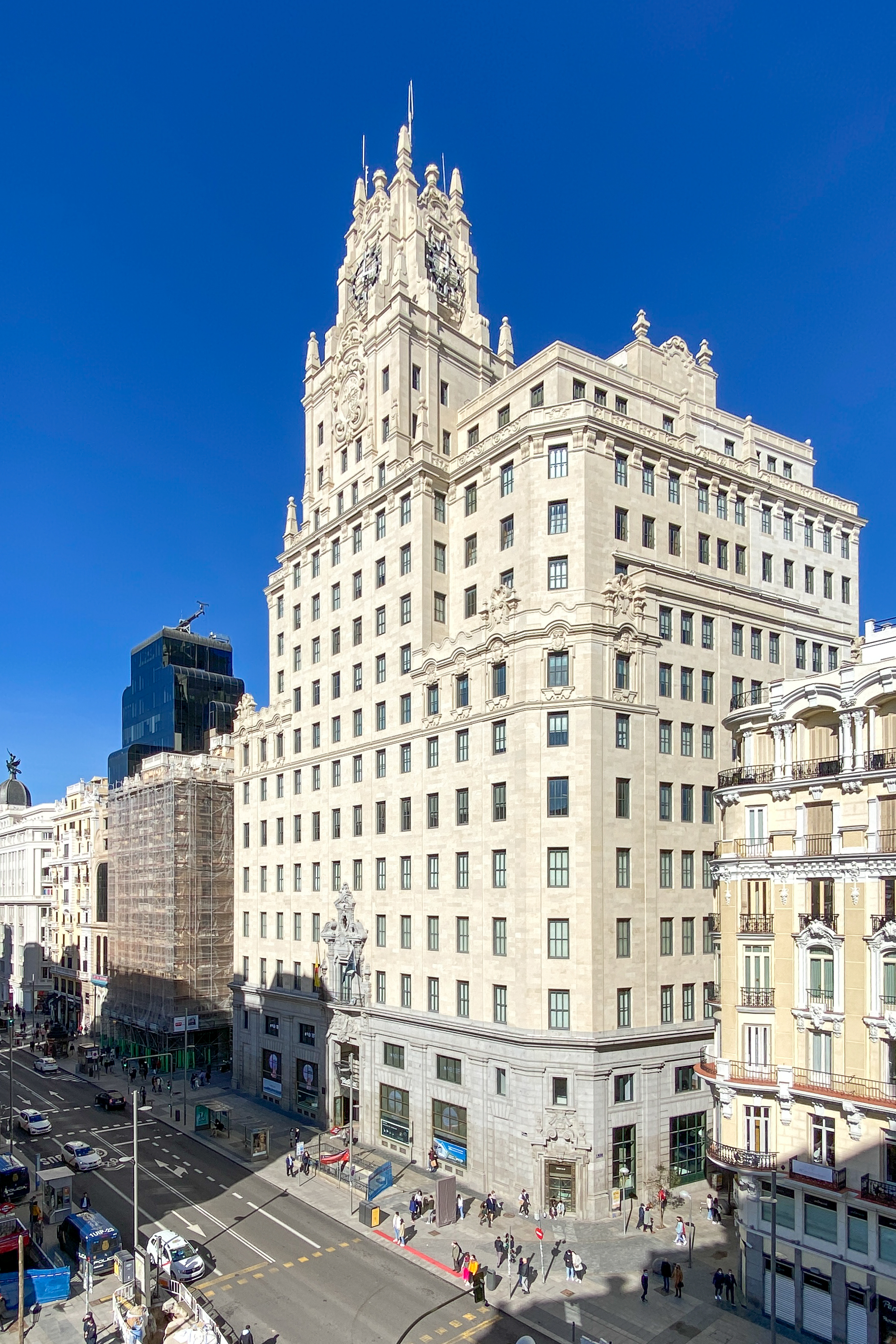
格兰大道的Telefónica总部

格兰大道（Gran Vía）是西班牙首都马德里市中心的一条华丽的高档购物街，东起阿尔卡拉街（接近西贝莱斯广场），西到西班牙广场。
这条热闹的街道，是该市最重要的购物区之一，有大量的酒店和大型电影院，并以大型建筑著称。现在，大部分的剧院被购物商场所取代。 
19世纪中叶，马德里的城市规划者决定兴建连接阿尔卡拉街和西班牙广场的新干道。这项工程拆除了市中心的许多建筑，被称为“地图上的斧头”。规划数十年之后，建设工程尚未开始，于是媒体玩世不恭地将其称为“伟大的道路”（Gran Vía）。最后，在1904年批准，两年后开始建设。街道的最后部分，是在1929年完成。 
新的道路为建筑师创造了兴建最新建筑风格的大型建筑物的机会。位于阿尔卡拉街路口的第一座醒目的建筑最为著名，是大都会大厦（Edificio Metrópolis），兴建于1907年到1911年，建筑师是儒勒·费夫里耶和雷蒙德·费夫里耶。原来的塑像在1975年改为胜利女神。 
沿格兰大道向西不远，左侧是另一个地标，格拉西大厦（Edificio Grassy），兴建于1917年。从这里可以见到88米高的Telefónica（西班牙电信）大厦，兴建于1926年到1929年，由美国建筑师设计，是当时马德里最高建筑。 
再向西，格兰大道穿过一个小广场，卡亚俄广场，得名于卡亚俄战役。这个广场是马德里电影的中心地带，有6个电影院，其中的 Capitol是一座美丽的装饰艺术建筑。 
格兰大道的最后部分，通向西班牙广场，兴建于1925年至1929年，这个大广场在1950年代兴建了两座摩天大楼：西班牙大厦（Edificio España）和马德里塔（Torre de Madrid）。再向西北，格兰大道衔接公主街（Calle Princesa），以及维多利亚大道（Arco de la Victoria）。 